# Filip, rytíř de Lorraine-Armagnac
Filip, rytíř de Lorraine (1643 – 8. prosince 1702), známý jako Chevalier de Lorraine, byl dvořanem u francouzského dvora, členem rodiny de Guise a především milencem Filipa I. Orleánského.

## Dětství
Byl synem Jindřicha de Lorraine a Markéty Filipíny du Cambout. O jeho dětství toho není mnoho známo.

## Vztah s Filipem Orleánským
Filip se stal milencem Filipa I. Orleánského roku 1658. Žili společně v Palais Royal v Paříži. Roku 1661 se Filip Orleánský na nátlak svého bratra Ludvíka XIV. oženil s Henriettou Annou Stuartovnou, Filip de Lorraine ženu svého milence nesnášel a jeho krutá povaha ho vedla k tomu aby Henriettě znepříjemňoval život. Filip měl na Filipa Orleánského po celý život velký vliv a rád ho uplatňoval. Roku 1670 byl králem uvězněn, ale král jej nakonec propustil. Roku 1670 také zemřela Henrietta Anna Stuartovna a Filip I. Orleánský se znovu oženil tentokrát s Alžbětou Šarlotou Falckou na rozdíl od prvního svazku Filipa Orleánského, byl tento i přes Filipovu homosexualitu šťastný. Alžběta Šarlota na rozdíl od své předchůdkyně manžela uctívala a vytvořila tak přátelský vztah. Přesto Filip Orleánský dál otevřeně vedl poměr s rytířem de Lorraine. Roku 1682 byl Filip poslán do exilu znovu, protože dle pramenů svedl Ludvíka Vévodu z Vermandois, nemanželského syna Ludvíka XIV. ke zhýralým sexuálním hrátkám. Nakonec byl z exilu už jako před tím propuštěn a dál vedl nákladný a rozmařilý život u dvora. Roku 1701 zemřel Filip I. Orleánský a kavalír de Lorraine ho následoval do hrobu rok na to. Zemřel 8. prosince 1702.

## Osobnost
Rytíř de Lorraine byl krutý a manipulativní muž. Svým výstředním a nákladným životem byl proslulý.